# Elymus cordilleranus
Elymus cordilleranus là một loài thực vật có hoa trong họ Hòa thảo. Loài này được Davidse & R.W.Pohl mô tả khoa học đầu tiên năm 1992.